# Liste der Baudenkmäler in Neuhaus am Inn
Auf dieser Seite sind die Baudenkmäler in der niederbayerischen Gemeinde Neuhaus am Inn zusammengestellt. Diese Tabelle ist eine Teilliste der Liste der Baudenkmäler in Bayern. Grundlage ist die Bayerische Denkmalliste, die auf Basis des Bayerischen Denkmalschutzgesetzes vom 1. Oktober 1973 erstmals erstellt wurde und seither durch das Bayerische Landesamt für Denkmalpflege geführt wird. Die folgenden Angaben ersetzen nicht die rechtsverbindliche Auskunft der Denkmalschutzbehörde.

## Baudenkmäler nach Ortsteilen

### Neuhaus
| Lage                            | Objekt                             | Beschreibung | Akten-Nr.     | Bild                               |
| ------------------------------- | ---------------------------------- | --- | ------------- | ---------------------------------- |
| Klosterstraße 1 (Standort)      | Kriegerdenkmal                     | runder, geöffneter Pavillon mit Zeltdach, Frontsäulen und Quadermauerwerk, um 1920. | D-2-75-134-4  | Kriegerdenkmal                     |
| Klosterstraße 24 (Standort)     | Wohnhaus                           | Wohnhaus, zweigeschossiger und traufständiger Blockbau mit vorschießendem Flachsatteldach, 1. Drittel 19. Jh. | D-2-75-134-3  | Wohnhaus                           |
| Schärdinger Straße ()           | Alte Innbrücke                     | Steinpfeiler und Widerlagermauern des historischen Brückenstandortes, Anfang 17. Jh. | D-2-75-134-51 |                                    |
| Schärdinger Straße 1 (Standort) | Zollamt                            | Zollamt, erbaut 1836 unter Verwendung mittelalterlichen Mauerwerks der Veste „Schärding am Turm“. | D-2-75-134-5  | weitere Bilder                     |
| Schloß 1 (Standort)             | Schloss Neuhaus                    | jetzt Kloster, Vierflügelbau nach Plan Johann Michael Fischers auf Inninsel errichtet, 1750/52, Teile im Kern älter; nördlich sogenannter Tochterbau, kleine Vierflügelanlage im Stil des Hauptbaues, um 1889; Marmorstandbild des hl. Johannes v. Nepomuk, überlebensgroß, vor der Schlossbrücke, bezeichnet 1739. | D-2-75-134-2  | weitere Bilder                     |
| Schloß 2 (Standort)             | Expositurkirche Hl. Dreifaltigkeit | Neurokokobau, 1904; mit Ausstattung. | D-2-75-134-1  | Expositurkirche Hl. Dreifaltigkeit |
| Wagnerstraße 6 (Standort)       | Bauernhaus                         | Bauernhaus, zweigeschossiger und traufständiger Schopfwalmdachbau mit überstehendem Kastengesims und Korbbogenfenstern, Ende 19. Jahrhundert | D-2-75-134-6  | Bauernhaus                         |

### Afham
| Lage                | Objekt       | Beschreibung | Akten-Nr.    | Bild         |
| ------------------- | ------------ | --- | ------------ | ------------ |
| Afham 52 (Standort) | Nebengebäude | Zugehöriges Nebengebäude, unverputzter Ziegelbau mit Traufschrot über Arkaden und Halbwalm, 2. Viertel 19. Jahrhundert (Die Beschreibung des BLFD weicht von der vorgefundenen Örtlichkeit ab) | D-2-75-134-7 | Nebengebäude |
| In Afham (Standort) | Kapelle      | Hofkapelle des Ulenhofs, stattlicher Saalbau mit halbrunder, eingezogener Apsis und Giebeldachreiter, um 1830, Dachziegel bez. 1833.                                                           | D-2-75-134-8 | Kapelle      |

### Döfreuth
| Lage                   | Objekt                     | Beschreibung                                                                                            | Akten-Nr.    | Bild                       |
| ---------------------- | -------------------------- | --- | ------------ | -------------------------- |
| Döfreuth 21 (Standort) | Wohnhaus des Vierseithofes | Wohnhaus des Vierseithofes, mit Blockbau-Obergeschoss, Flachdach und Giebelschrot, Ende 18. Jahrhundert | D-2-75-134-9 | Wohnhaus des Vierseithofes |

### Hartham
| Lage                  | Objekt            | Beschreibung | Akten-Nr.     | Bild              |
| --------------------- | ----------------- | --- | ------------- | ----------------- |
| Hartham 23 (Standort) | Wallfahrtskapelle | Wallfahrtskapelle St. Coloman, Dreikonchenanlage mit Pilastergliederungen, Volutengiebel und Dachreiter, Spätbarock, bez. 1740; mit Ausstattung. | D-2-75-134-13 | Wallfahrtskapelle |

### Mittich
| Lage                           | Objekt      | Beschreibung | Akten-Nr.     | Bild           |
| ------------------------------ | ----------- | --- | ------------- | -------------- |
| Mitticher Straße 10 (Standort) | Pfarrkirche | Kath. Pfarrkirche Mariä Himmelfahrt, Saalkirche mit Polygonalchor, Chorflankenturm, zweigeschossiger Sakristei und offener Vorhalle, spätgotisch, spätes 15. Jh. (bez. 1461), am Langhaus Hochwassermarke des Passauer Typs von 1501; mit Ausstattung; Friedhofsmauer aus Tuffstein, wohl 16./17. Jh. | D-2-75-134-11 | weitere Bilder |

### Niederschärding
| Lage                                            | Objekt                   | Beschreibung | Akten-Nr.     | Bild                     |
| ----------------------------------------------- | ------------------------ | --- | ------------- | ------------------------ |
| Niederschärding 52 (Standort)                   | Relieftafel              | Relieftafel mit der thronenden Muttergottes mit dem Kind, Rotmarmor, Renaissance, bez. 1583/1945.                        | D-2-75-134-14 | Relieftafel              |
| Niederschärding 53 (Standort)                   | Bauernhaus mit Flachdach | Bauernhaus mit Flachdach, Blockbau-Obergeschoss und umlaufendem Schrot, angeblich erbaut 1741; zugehörig zu Vierseithof. | D-2-75-134-15 | Bauernhaus mit Flachdach |
| Kr PA 15; an der Straße nach Neuhaus (Standort) | Wegkapelle               | giebelständiger, polygonal geschlossener Satteldachbau mit Glockendachreiter, 2. Hälfte 19. Jh.; mit Ausstattung         | D-2-75-134-16 | Wegkapelle               |

### Reding
| Lage                          | Objekt  | Beschreibung | Akten-Nr.     | Bild    |
| ----------------------------- | ------- | --- | ------------- | ------- |
| Am Redinger Bach 9 (Standort) | Kapelle | Dorfkapelle, polygonal schließender Satteldachbau mit Giebeldachreiter, 1950; mit Ausstattung der alten Kapelle. | D-2-75-134-18 | Kapelle |

### Rothof
| Lage                 | Objekt                           | Beschreibung | Akten-Nr.     | Bild                             |
| -------------------- | -------------------------------- | --- | ------------- | -------------------------------- |
| Rothof 17 (Standort) | Nebengebäude mit Austragswohnung | Zum Vierseithof zugehöriges Nebengebäude mit Stall, Remise, Traidkasten und Austragswohnung. Zweigeschossiger und aufgeständerter Blockbau auf Bruchstein-Sockel und Flachsatteldach, 1. Hälfte 19. Jahrhundert. | D-2-75-134-20 | Nebengebäude mit Austragswohnung |
| Rothof 24 (Standort) | Bauernhaus                       | Bauernhaus, Blockbau, bezeichnet 1737; Traidkasten im Nordflügel, mit Balusterschrot, 18./19. Jahrhundert; zugehörig zu Vierseithof.                                                                             | D-2-75-134-21 | Bauernhaus                       |

### Sieghartsmühle
| Lage                        | Objekt            | Beschreibung                                                                                       | Akten-Nr.     | Bild              |
| --------------------------- | ----------------- | -------------------------------------------------------------------------------------------------- | ------------- | ----------------- |
| Sieghartsmühle 1 (Standort) | Kapellenbildstock | Kapellenbildstock mit Satteldach und offenem Gehäuse, 3. Viertel 19. Jahrhundert; mit Ausstattung. | D-2-75-134-23 | Kapellenbildstock |

### Vornbach
| Lage                                        | Objekt                                           | Beschreibung | Akten-Nr.     | Bild                                             |
| ------------------------------------------- | ------------------------------------------------ | --- | ------------- | ------------------------------------------------ |
| Abt-Rumpler-Straße 2 ()                     | Feuerwehrgerätehaus                              | eingeschossiger Satteldachbau mit Putzgliederungen, hölzerner Schlauchturm mit Giebelgauben und Wetterfahne, 1893 | D-2-75-134-49 |                                                  |
| Abt-Rumpler-Straße 2 (Standort)             | Wohnhaus                                         | Wohnhaus, Blockbau, 2. Hälfte 18. Jahrhundert | D-2-75-134-24 | weitere Bilder                                   |
| Abt-Rumpler-Straße 10 (Standort)            | Gasthaus                                         | Gasthaus zur Klostertaverne, (Tafernwirtschaft) zweigeschossiger Walmdachbau mit Ecklisenen und profiliertem Traufgesims, 2. Hälfte 18. Jahrhundert | D-2-75-134-25 | Gasthaus                                         |
| Abt-Rumpler-Straße 14 ()                    | Ehemaliger Einfirsthof                           | langgestreckter und giebelständiger Bau mit weit überstehendem Flachsatteldach und Giebelschrot, giebelgeteilter Wohnstallbereich mit zweigeschossigem Blockbau, zur Hälfte massiv, im Kern 2. Hälfte 18. Jh., Erweiterung um 1850, Stadelteil teilweise verändert | D-2-75-134-48 |                                                  |
| Abt-Rumpler-Straße 16 (Standort)            | Bauernhaus                                       | Mittertennbau, teilverschalter Blockbau mit Traufschrot, 1. Drittel 19. Jahrhundert | D-2-75-134-26 | Bauernhaus                                       |
| Abt-Rumpler-Straße 24 (Standort)            | Wohnhaus                                         | Satteldachbau, mit Stichbogenfenstern, Gurtgesims und Mezzanin, um 1860/80. | D-2-75-134-28 | Wohnhaus                                         |
| Jäger-Bartl-Weg 7 (Standort)                | Klosterjägerhaus                                 | Einfirsthof, ehem. Klosterjägerhaus, Wohnteil zweigeschossiger und traufständiger, teilweise verschindelter Blockbau mit vorschießendem Frackdach und Giebelschrot, 2. Hälfte 18. Jahrhundert. | D-2-75-134-29 | Klosterjägerhaus                                 |
| Karl-Sanladerer-Straße 2 (Standort)         | Bauernhaus                                       | Zweigeschossiger und traufständiger Obergeschoss-Blockbau mit vorschießendem Satteldach, 18. Jahrhundert, Dach später aufgesteilt. | D-2-75-134-30 | Bauernhaus                                       |
| Maria am Sand (Standort)                    | Mariensäule                                      | Marienfigur in moderner Kopie auf toskanischer Säule mit gestuftem Sockel, bezeichnet mit "1712" | D-2-75-134-35 | Mariensäule                                      |
| Maria am Sand 1 (Standort)                  | Ehemalige Benediktinerabtei Vornbach             | Ehemalige Benediktinerabtei Vornbach, Nordflügel und Nordteil des Ostflügels, 1638 bis Anfang 18. Jahrhundert erbaut, jetzt Pfarrhof. | D-2-75-134-34 | weitere Bilder                                   |
| Maria am Sand 2 (Standort)                  | Pfarrkirche                                      | Ehem. Abteikirche, seit 1803 kath. Pfarrkirche Mariä Himmelfahrt, um 1125 als Basilika erbaut, Umbau zur frühbarocken einschiffigen Anlage 1630/37, Rokoko-Ausgestaltung des Inneren 1728–33, Einbezug der romanischen Westtürme in die spätbarocke Fassade 1766–70; mit Ausstattung. | D-2-75-134-32 | weitere Bilder                                   |
| Maria am Sand 3 (Standort)                  | Friedhofskirche                                  | Friedhofskirche St. Martin, Polygonalchor und Sakristei der 1826 abgebrochenen Klosterpfarrkirche, spätgotisch, frühes 15. Jh.; Friedhofsmauer, Bruchstein, 18./19. Jh. | D-2-75-134-33 | weitere Bilder                                   |
| Maria am Sand 4; Maria am Sand 5 (Standort) | Ehemalige Abtei                                  | Ehemalige Abtei, gegründet 1094, Aufhebung 1803; zwei- und dreigeschossige Trakte an der Südseite der Kirche mit Walmdächern, um ehemals vier, jetzt drei geschlossene Höfe geordnet, mit ehemaliger Prälatur (Westflügel), Konventbau (Ostflügel), Innbastion (am Ostflügel), Bibliotheks- und Gästetrakt, 1638 bis Anfang 18. Jahrhundert, das Innere im 19. Jahrhundert teilweise umgebaut (jetzt Schloss und Pfarrhof). Park, Anlage im englischen Stil mit Parkdenkmälern, Mitte 19. Jahrhundert | D-2-75-134-34 | weitere Bilder                                   |
| Maria am Sand 7 (Standort)                  | Hofrichterhaus                                   | Ehemaliges Hofrichterhaus, zweiteiliger, zweigeschossiger und traufständiger Halbwalmdachbau mit Putzgliederungen, Ostteil bez. 1689 und 1690, Westteil 1734; Geburtshaus des Naturwissenschaftlers Franz von Paula Schrank. | D-2-75-134-37 | Hofrichterhaus                                   |
| Maria am Sand 8; Maria am Sand 6 (Standort) | Ehemaliger Wirtschaftsflügel der Abtei           | Ehemaliger Wirtschaftsflügel der Abtei, meist erdgeschossige Bauten mit Sattel- oder Halbwalmdächern, 17./18. Jahrhundert; jetzt bäuerliche Anwesen. | D-2-75-134-36 | BW                                               |
| Mühlenweg 3 (Standort)                      | Wohnhaus                                         | Wohnhaus, zweigeschossiger und traufständiger, teilweise verschalter und verputzter Obergeschoss-Blockbau, 2. Hälfte 18. Jahrhundert, Satteldach neu. | D-2-75-134-38 | Wohnhaus                                         |
| Mühlenweg 5 (Standort)                      | Wohnhaus                                         | Wohnhaus, Obergeschoss, zum Teil unter Rauputz, 2. Hälfte 18. Jahrhundert | D-2-75-134-39 | Wohnhaus                                         |
| Mühlenweg 8 (Standort)                      | Wohnhaus                                         | Wohnhaus, zweigeschossiger und traufständiger Obergeschoss-Blockbau mit vorschießendem Flachsatteldach und Traufschrot, bezeichnet 1818. | D-2-75-134-40 | Wohnhaus                                         |
| Mühlenweg 13 (Standort)                     | Wohnhaus mit Flachdach und Blockbau-Obergeschoss | Wohnhaus, zweigeschossiger und traufständiger Obergeschoss-Blockbau mit vorschießendem Flachsatteldach und Traufschrot, im Kern 2. Hälfte 17. Jahrhundert. | D-2-75-134-41 | Wohnhaus mit Flachdach und Blockbau-Obergeschoss |
| Schauerödstraße 2 (Standort)                | Zehentstadel und Kasten                          | Zehentstadel und Kasten, dreigeschossiger Bau mit Schopfwalmdach und Putzquaderung, erbaut 1718. | D-2-75-134-42 | Zehentstadel und Kasten                          |
| Schauerödstraße 11 (Standort)               | Einfirsthof                                      | Mitterstallhaus, traufständiger Satteldachbau, Wohnteil in Blockbauweise mit Traufbalkon, 18./19. Jahrhundert. | D-2-75-134-43 | Einfirsthof                                      |
| Vorreiterweg 10 (Standort)                  | Einfirsthof                                      | Einfirsthof, zweigeschossiger und traufständiger, verschalter Obergeschoss-Blockbau mit vorschießendem Flachsatteldach und Giebelschrot, 2. Hälfte 18. Jahrhundert; am Innufer. | D-2-75-134-44 | Einfirsthof                                      |

### Wasen
| Lage                      | Objekt                            | Beschreibung                                             | Akten-Nr.     | Bild           |
| ------------------------- | --------------------------------- | -------------------------------------------------------- | ------------- | -------------- |
| Kr PA 15; Rott (Standort) | Gedeckte Holzbrücke über die Rott | Gedeckte Holzbrücke über die Rott, Mitte 19. Jahrhundert | D-2-75-134-46 | weitere Bilder |

## Ehemalige Baudenkmäler
In diesem Abschnitt sind Objekte aufgeführt, die früher einmal in der Denkmalliste eingetragen waren, jetzt aber nicht mehr. Objekte, die in anderem Zusammenhang also z. B. als Teil eines Baudenkmals weiter eingetragen sind, sollen hier nicht aufgeführt werden. Aktennummern in diesem Abschnitt sind ehemalige, jetzt nicht mehr gültige Aktennummern.

| Lage                             | Objekt                                               | Beschreibung                                                                                                  | Akten-Nr.            | Bild        |
| -------------------------------- | ---------------------------------------------------- | --- | -------------------- | ----------- |
| Nähe Mattau (Standort)           | Bauernhof mit Resten des ehemaligen Hofmarkschlosses | Wohnhaus auf den Grundmauern des Amtshauses, bezeichnet 1574; auf drei Seiten Reste des früheren Ringgrabens. | nicht mehr vorhanden | BW          |
| Pumstetten 3 (Standort)          | Stadel mit Durchfahrt und geständertem Traidkasten   | Zugehöriger Stadel mit Durchfahrt und geständertem Traidkasten, 1. Hälfte 19. Jahrhundert                     | nicht mehr vorhanden | BW          |
| Abt-Rumpler-Straße 19 (Standort) | Bauernhaus                                           | Bauernhaus, Mittertennbau mit Halbwalmdach und Gurtgesims, nach Mitte 19. Jahrhundert                         | nicht mehr vorhanden | BW          |
| auf der Innschanze. ()           | Bildstock                                            | Johannes v. Nepomuk. Mitte 18. Jahrhundert;                                                                   | nicht mehr vorhanden |             |
| Rothof 5 (Standort)              | Haus mit Blockbau-Obergeschoss                       | Haus mit Blockbau-Obergeschoss, 2. Viertel 19. Jahrhundert; zugehörig zu Dreiseithof.                         | nicht mehr vorhanden | BW          |
| Rothof 28 (Standort)             | Einfirsthof                                          | Einfirsthof, mit Blockbau-Wohnteil, Mitte 19. Jahrhundert                                                     | nicht mehr vorhanden | Einfirsthof |